# 로신섬 (크로아티아)

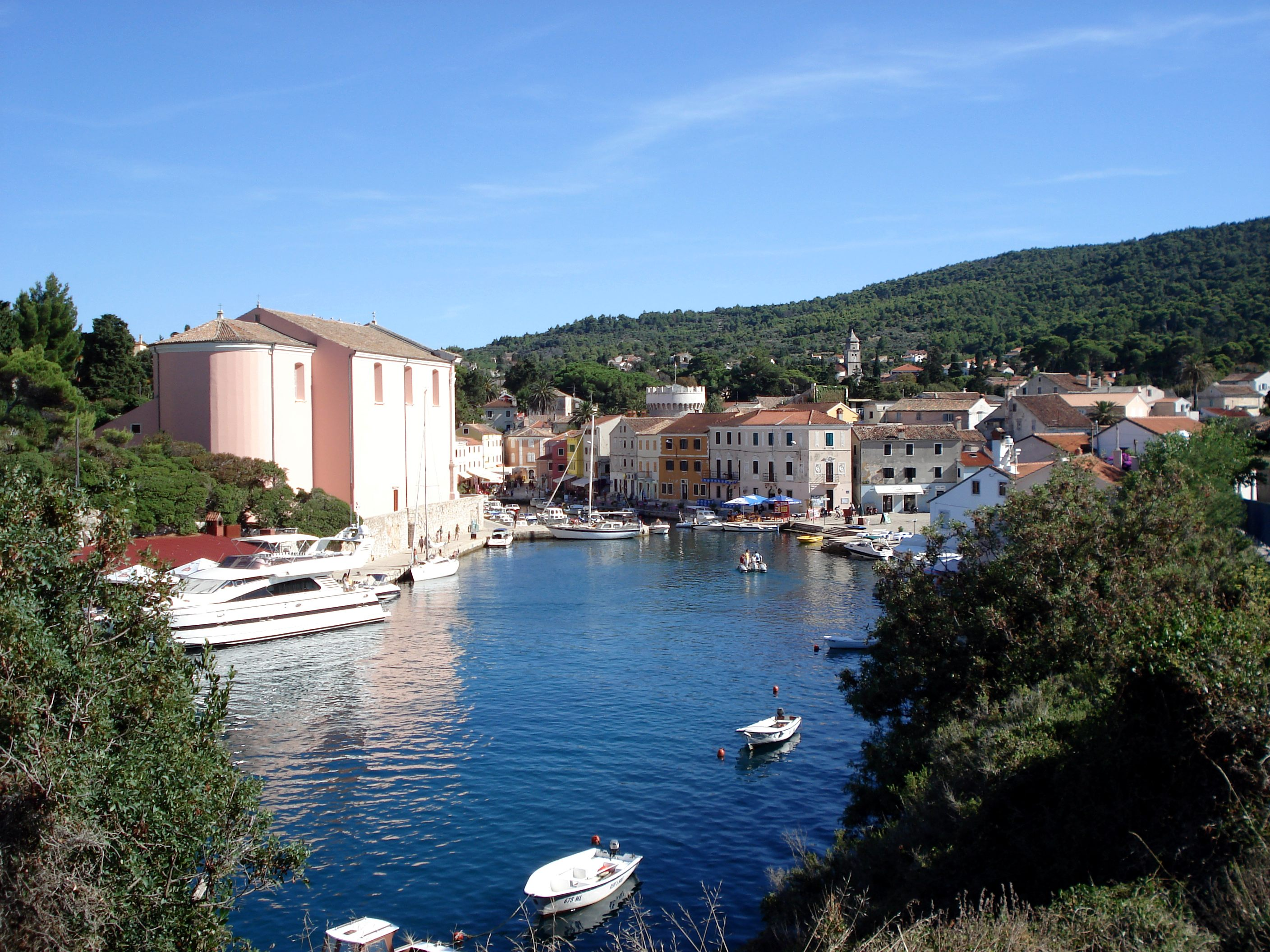
로신섬

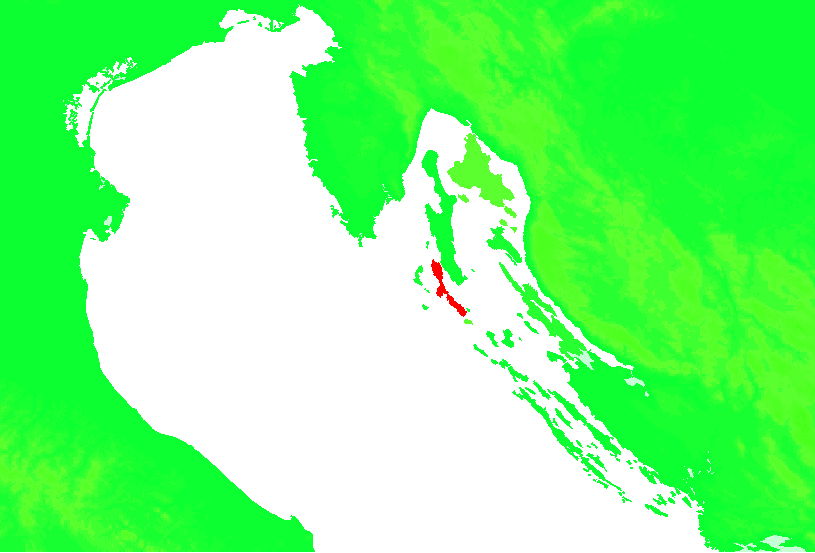
로신섬의 위치

로신섬(크로아티아어: Lošinj, 이탈리아어: Lussino, 베네토어: Lusin, 독일어: Lötzing)은 아드리아해 북부에 위치한 크로아티아의 섬으로 면적은 74.36km2, 높이는 588m, 인구는 9,587명(2011년 기준), 인구 밀도는 128.5명/km2이다. 행정 구역상으로는 프리모레고르스키코타르주에 속하며 섬에서 가장 큰 도시는 말리로신이다. 리예카의 남쪽과 가까운 편이다.
인근에 위치한 츠레스섬(Cres)과 함께 츠레스로신 군도(Cres-Lošinj)를 형성한다. 츠레스섬과 로신섬은 원래 하나의 섬이었지만 크바르네르만에 의해 떨어져 나갔다. 현재는 츠레스섬과 로신섬을 연결하는 다리가 설치되어 있다.

## 역사
구석기 시대인 12,000년 전부터 사람이 살았으며 고대 로마 시대에는 "압소루스"(Apsorrus)라고 불렀다. 또한 츠레스섬과 로신섬은 "압시르티데스"(Apsirtides)라고 불렀다. 1280년부터 사람이 거주했으며 1384년 문헌에 처음으로 등장했다. 1389년에는 자치권을 취득했다.
18세기와 19세기에는 상업의 중심지로 성장했다. 1797년 베네치아 공화국이 소멸하면서 오스트리아의 지배를 받았다. 1919년 제1차 세계 대전의 종전과 함께 이탈리아의 지배를 받았지만 1945년 제2차 세계 대전의 종전과 함께 유고슬라비아에 편입되었다.